# Élections législatives ivoiriennes de 1959
Les élections législatives ivoiriennes de 1959 ont lieu le 12 avril 1959. Elles ont lieu en prélude à l'indépendance de l'année suivante. La Côte d'Ivoire est alors un État membre de la Communauté française. Les élections ont ppur but d’élire les 70 députés de l'Assemblée nationale ivoirienne.

## Résultats
|                          |                                     |           |       |      |        |     |  |  |  |
| Parti                    | Parti                               | Voix      | %     | +/-  | Sièges | +/- |  |  |  |
|                          | Parti démocratique de Côte d'Ivoire | 1 522 324 | 100   | 8,43 | 100    | 40  |  |  |  |
|                          |                                     |           |       |      |        |     |  |  |  |
| Votes valides            | Votes valides                       | 1 522 324 | 99,92 |      |        |     |  |  |  |
| Votes blancs et nuls     | Votes blancs et nuls                | 1 256     | 0,08  |      |        |     |  |  |  |
| Total                    | Total                               | 1 523 580 | 100   | –    | 100    | 40  |  |  |  |
| Abstentions              | Abstentions                         | 85 765    | 5,33  |      |        |     |  |  |  |
| Inscrits / participation | Inscrits / participation            | 1 609 345 | 94,67 |      |        |     |  |  |  |